# Ленинградская улица (Вологда)
Ленингра́дская у́лица (бывшая Петербу́ргская) — улица в Вологде, одна из самых протяжённых в городе. Проходит от берега реки Вологды (от улицы Маяковского) до Окружного шоссе.

## История
Современная планировка улицы сложилась после утверждения в 1781 году Екатериной II Генерального плана Вологды. Улица стала западным лучом из трёх, которые веерообразно расходились от Архиерейского двора, а её направление продиктовано расположением канала и крепостной стены Вологодского кремля XVI века (современный участок от реки Вологды до Октябрьской улицы). В дальнейшем на месте засыпанных рвов вдоль Петербургской улицы в 1823 году был разбит бульвар от Архиерейского сада до Октябрьской улицы. Южной границей Петербургской улицы в конце XIX — начале XX века служила железнодорожная линия архангельского направления. Переименование улицы было связано со сменой названий Санкт-Петербурга: в 1914 году Петербургская улица была переименована в Петроградскую, а в 1925 году — в Ленинградскую.
Участок улицы за линией железной дороги начал формироваться в середине XX века в связи с застройкой Октябрьского посёлка. Дальнейшее развитие улицы как одной из главных магистралей города связано с открытием в 1974 году Ленинградского моста через пути железной дороги и застройкой микрорайонов ГПЗ-23. Ленинградская улица на участке от Октябрьской улицы до Окружного шоссе целиком построена в 1975 году. В 1977 году на Ленинградской улице открыта первая в Вологде троллейбусная линия, а в конце улицы построено троллейбусное депо.

## Примечательные здания и сооружения
- Дом Давыдова (дом № 2а)
- Дом актёра (дом № 4)
- музей «Мир забытых вещей» (дом № 6)
- Архиерейский сад с прудами (нечётная сторона улицы, напротив домов № 3, 5, 7)
- Дом Засецких (дом № 12) — самое старинное деревянное здание Вологды
- дворец творчества детей и молодёжи (дом № 5)
- Дом Волкова (дом № 28) — памятник деревянного зодчества, XIX в.,  381310015200006
- Дом Васильева (дом № 34) — памятник деревянного зодчества
- Дом Котовой (дом № 38) — памятник деревянного зодчества
- ансамбль Владимирских церквей с колокольней (перекрёсток с Октябрьской ул.)
- бывший завод «Луч» (напротив перекрёстка с Гончарной ул.)
- торговый центр «Форум» (дом № 100)
- торговый центр «Орбита»
- торговый центр «Золотой ключик» (дом № 85)
- дворец культуры подшипникового завода
- ОАО «Вологдаэлектротранс».

Между улицами Чехова и Гончарной сооружён самый длинный в Вологде железнодорожный мост-путепровод, построенный в 1976 году. По названию улицы путепровод получил название Ленинградский мост.